# Conservatisme LGBT
Le conservatisme LGBT est un concept qui englobe les idées politiques, intellectuelles et sociales du conservatisme au sein de la communauté LGBT, c'est-à-dire les lesbiennes, les gays, les bisexuels et les personnes transgenres. Ce type de conservatisme est très hétérogène et très diversifié, selon la situation politique, religieuse et sociale de chaque pays et d'une époque donnée.
Le conservatisme LGBT est généralement associé à d'autres concepts conservateurs, tels que le néoconservatisme, le conservatisme nationaliste, le patriotisme, la nouvelle droite, le capitalisme et le libre marché.

## Histoire
L'historien spécialiste du mouvement LGBT Craig Griffiths remarque qu'en Allemagne de l'Ouest et aux États-Unis, les mouvements homosexuels de la seconde moitié du XXe siècle comprennent des facettes conservatrices, qui se sont cristallisées dans le passage de la politique dite homophile vers le mouvement de libération lesbienne, gay, bi et trans. Selon l'analyse de Griffiths, bien qu'on ait tendance à imaginer les militants LGBT comme des gens forcément de gauche, l'histoire montre qu'une certaine volonté d'intégration et de respectabilité a toujours été présente de manière diffuse parmi les milieux militants homosexuels. Ainsi, jusqu'aux émeutes de Stonewall, le mouvement était dominé par des organisations dites homophiles qui revendiquaient que la société tolère l'homosexualité, c'est-à-dire la décriminalise et considère les hommes gays comme respectables suivant les mêmes critères que pour les hétérosexuels. Emblématiques de ce positionnement étaient la Society for Individual Rights (Société pour les droits individuels) et la Mattachine Society, laquelle a par exemple fait afficher sur la devanture du Stonewall Inn, après les émeutes : « Nous, les homosexuels, implorons nos pairs d'aider à maintenir un comportement pacifique et silencieux dans les rues du Village, s'il vous plaît. » Un de ses présidents, Frank Kameny, insistait sur l'importance de porter des tenues dignes lors des manifestations et interdisait la participation à quiconque ne serait pas habillé·e conformément, afin de ne risquer aucune irritation des sensibilités du grand public – allant jusqu'à physiquement séparer deux femmes qui se tenaient la main lors d'une commémoration en 1969. En Allemagne, le journaliste et militant homophile Johannes Werres, qui publie en 1977 un article intitulé Schwul gleich links? (Gay = de gauche?) dans lequel il défend une différence entre conservatisme et fascisme, est représentatif d'un conservatisme culturel avec rejet des esthétiques des Polittunten (folles politisées) perçues comme criardes,. Néanmoins, il existe aussi un conservatisme gay libertarien, comme en la personne de l'Américain Craig Alfred Hanson qui défend le libre marché et publie en 1971 un article intitulé The Fairy Princess Exposed (La Pédale précieuse au pilori) et écrit en 1978 : « La plupart d'entre nous ne sont pas drag queens, pédérastes ni fétichistes en cuir, mais plutôt des gens ordinaires,. » Dans l'ensemble, la rupture entre le mouvement homophile et le mouvement de libération gay s'est précipitée autour de la question du rapport aux armées nationales, avec par exemple le politicien homophile Foster Gunnison Jr. (en) qui s'oppose en 1969 à toute cause commune avec les féministes, les pacifistes ou le mouvement Black Power. D'un côté, les militants gays de gauche manifestaient contre la guerre du Vietnam en revendiquant par exemple que le coming out serait un acte de protestation contre le système militaire, tandis que les activistes du côté conservateur gay s'organisaient autour de la cause de Leonard Matlovich ou de Rainer Plein afin que les homosexuels aient le droit d'être soldats. Un autre point contentieux qui a marqué le conservatisme LGBT est celui du coming out et de la marche des fiertés, avec l'idée que les personnes vivant leurs identités sexuelles et de genre de manière visible et publique seraient une nuisance pour la « majorité silencieuse » LGBT, dont les membres maintiendraient discrètement leur sexualité dans la sphère privée. Cette réaction conservatrice au militantisme LGBT peut par exemple être illustrée par une plainte anonyme adressée à la Westdeutscher Rundfunk Köln, de la part d'un homme qui « s'est senti pour la première fois honteux d'être homosexuel » à la suite du visionnage du film radical Ce n'est pas l'homosexuel qui est pervers mais la société dans laquelle il vit : Griffiths remarque que cette première expérience de honte ne provient pas d'une expérience vécue de marginalisation mais simplement d'un rejet de la monstration publique de l'homosexualité par des activistes marginalisé·es.
En 2012, le journaliste Didier Lestrade publie Pourquoi les gays sont passés à droite, dans lequel il avance que les hommes gays auraient changé de bord politique au début du XXIe siècle. Dans une recension de l'ouvrage, l'universitaire David Paternotte conteste en partie cette thèse : selon lui, « on peut aussi penser que l’acception croissante de l’homosexualité et l’amélioration de son statut juridique et social a poussé un certain nombre d’homosexuels plutôt discrets à s’affirmer et à revendiquer leur morceau d’arc-en-ciel. »

## Caractéristiques et principes
En général, les conservateurs LGBT défendent les valeurs et principes traditionnels associés au conservatisme, tels que la nation, la patrie, la dignité humaine et la prépondérance de la famille dans la société.
Ils ont une morale sexuelle critique à l'égard de la promiscuité sexuelle et du concubinage, prônant la vie de couple monogame, au sein d'un lien affectif stable et durable dans le temps, comme l'union civile ou le mariage entre personnes du même sexe, selon la situation juridique de chacun des pays où on les trouve. De même, ils reconnaissent la figure de la famille homoparentale. Ils rejettent la généralisation du « mode de vie gay » que certains conservateurs utilisent pour limiter les droits des minorités sexuelles, affirmant qu'il est préjudiciable et fallacieux de supposer que tous les LGBT ont le même comportement sexuel.
En ce qui concerne les questions religieuses, les conservateurs LGBT sont publiquement et activement impliqués au sein des communautés religieuses tolérantes envers l'homosexualité, comme certaines églises chrétiennes vieilles-catholiques et protestantes, ainsi que dans les communautés juives, en particulier l'aile réformée.